# Lohr Industrie
Lohr Industrie è un'azienda francese con sede a Duppigheim specializzata nella costruzione di veicoli su ferro e su gomma e in forniture militari.

## Settori di attività
La divisione Lohr Automotive produce bisarche diverse versioni per il trasporto stradale di veicoli.

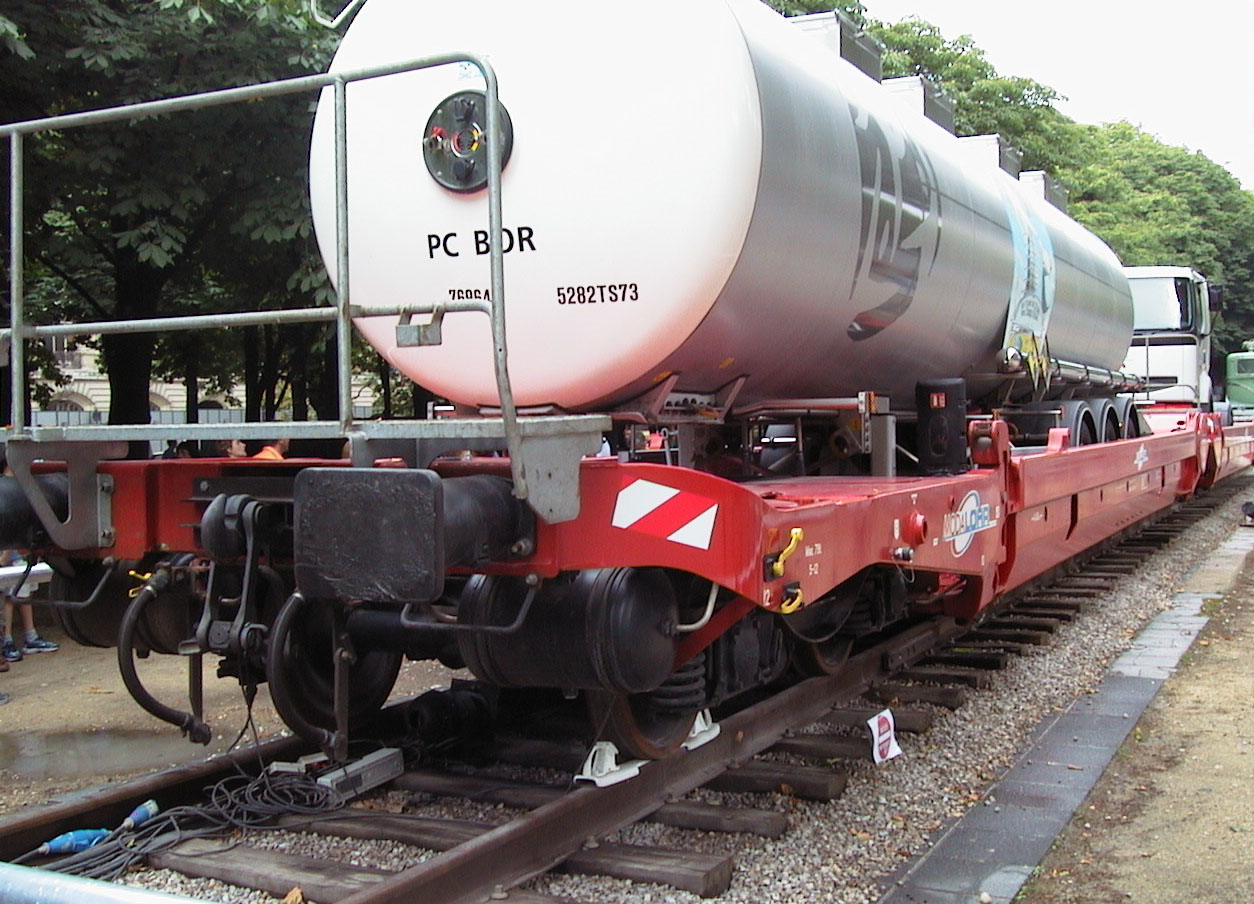
Vagone ferroviario "Modalohr"

Con il nome Modalohr è indicato un particolare carro ferroviario destinato al trasporto intermodale, in grado di accogliere a bordo semirimorchi stradali. Per agevolare il trasbordo di questo tipo di mezzi si rende necessaria la costruzione di un piano di carico particolarmente ribassato ed in grado di ruotare sul suo asse di 30°. Terminal di questo genere sono presenti a Calais, Le Boulou, Bettembourg, Orbassano e Aiton, al servizio di alcune relazioni di Autostrada viaggiante.
Soframe è la divisione specializzata nel settore militare.

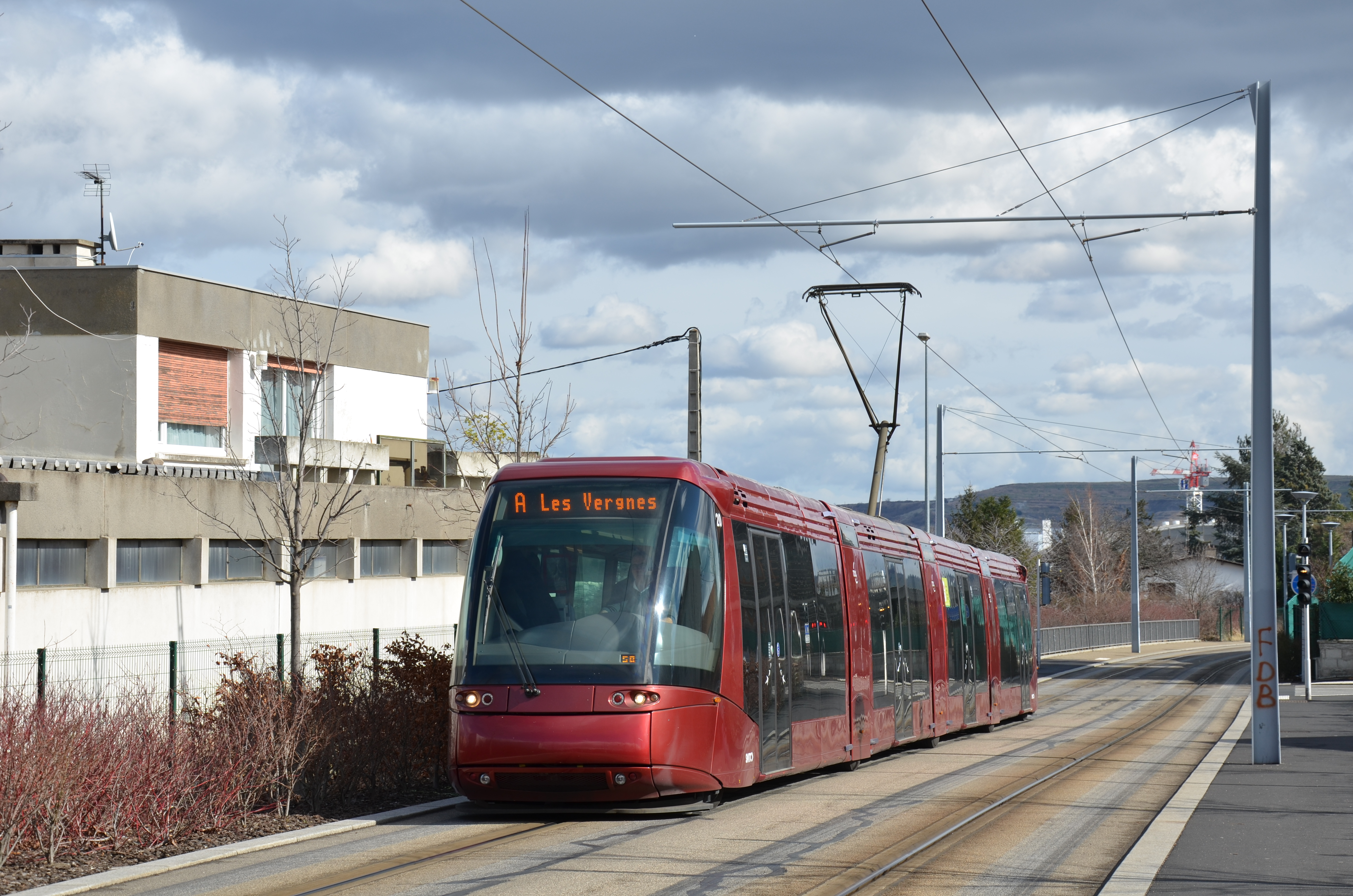
Translohr a Clermont-Ferrand

Nel settore del trasporto pubblico la società è nota per il brevetto di tram su pneumatici Translohr che vide alcune realizzazioni in Cina, Colombia, Francia e Italia.

## Storia
L'azienda fu fondata nel 1963 da Robert Lohr cogliendo il favorevole momento rappresentato dal boom del mercato automobilistico diversificando in seguito, negli anni settanta e ottanta, la produzione nei settori della logistica e della difesa, con soluzioni per il trasporto combinato.
Fortemente centrata sull'esportazione dei propri prodotti, la Lohr aprì diverse filiali in Messico, Stati Uniti, Serbia, Turchia, India e Cina).
A seguito della crisi economica scoppiata qualche anno prima, il 4 giugno 2012 la società fu dichiarata insolvente e il successivo 27 giugno il tribunale "de grande instance" di Strasburgo omologò la cessione della divisione Translohr ad Alstom e ad un fondo di investimento, incaricati della ristrutturazione di tale attività, per un totale di 35 milioni di euro
.